# Petőfi Irodalmi Múzeum
A Petőfi Irodalmi Múzeum Budapesten található, országos gyűjtőkörű szakmúzeum, amelynek feladata a magyar irodalom tárgyi emlékeinek gyűjtése, őrzése és bemutatása. Múzeumi kiállítóhely, tudományos intézet, kutatóhely és könyvkiadó. 1954-ben alapították, jogelődje 1909-től a Petőfi-Ház (Jókai-Ház). 1957 óta működik jelenlegi helyén, a belvárosi Károlyi-palotában. 2024. július 1-től a Magyar Nemzeti Múzeum Közgyűjteményi Központ tagintézményeként működik.

## Az épület

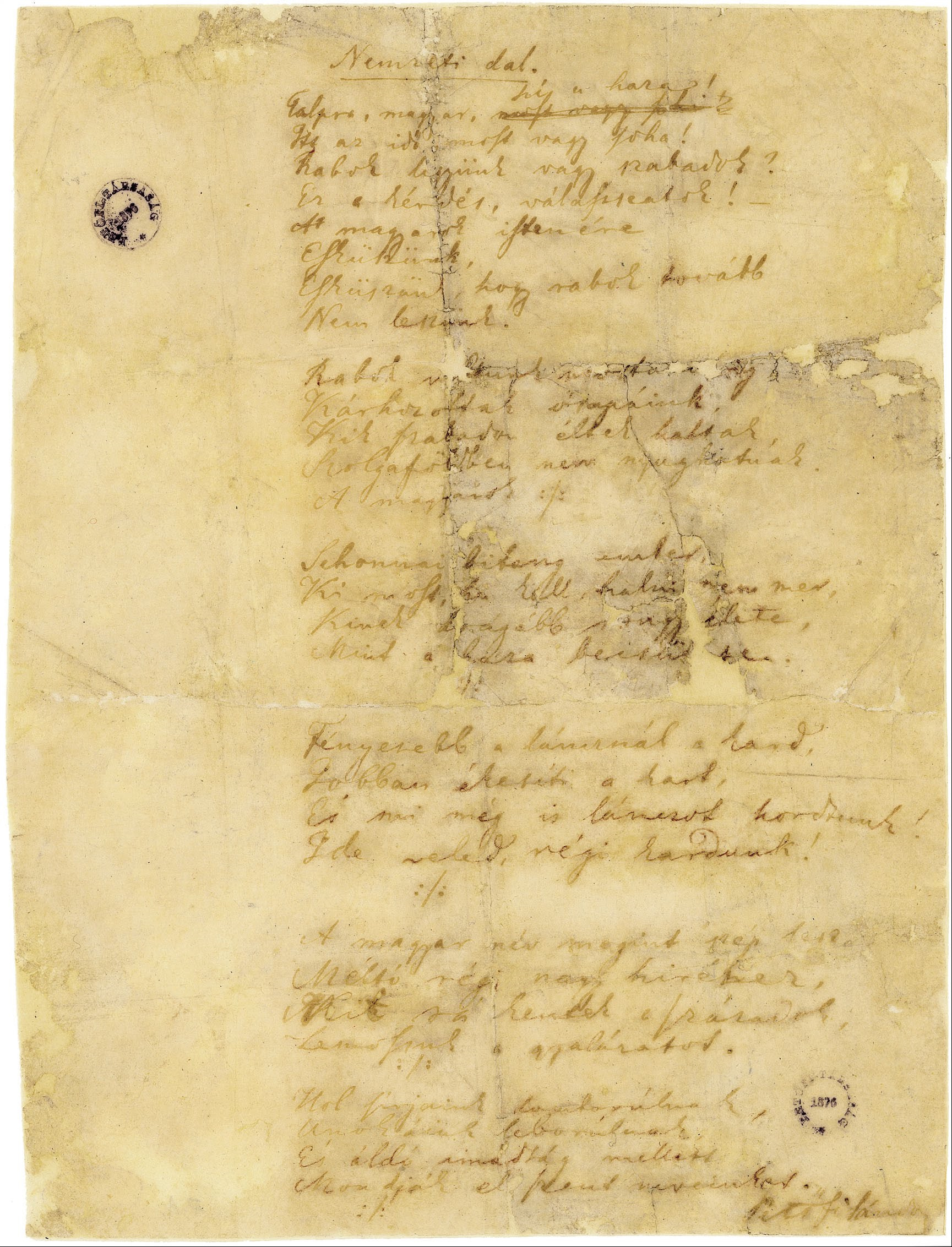
A Nemzeti dal kéziratának példánya

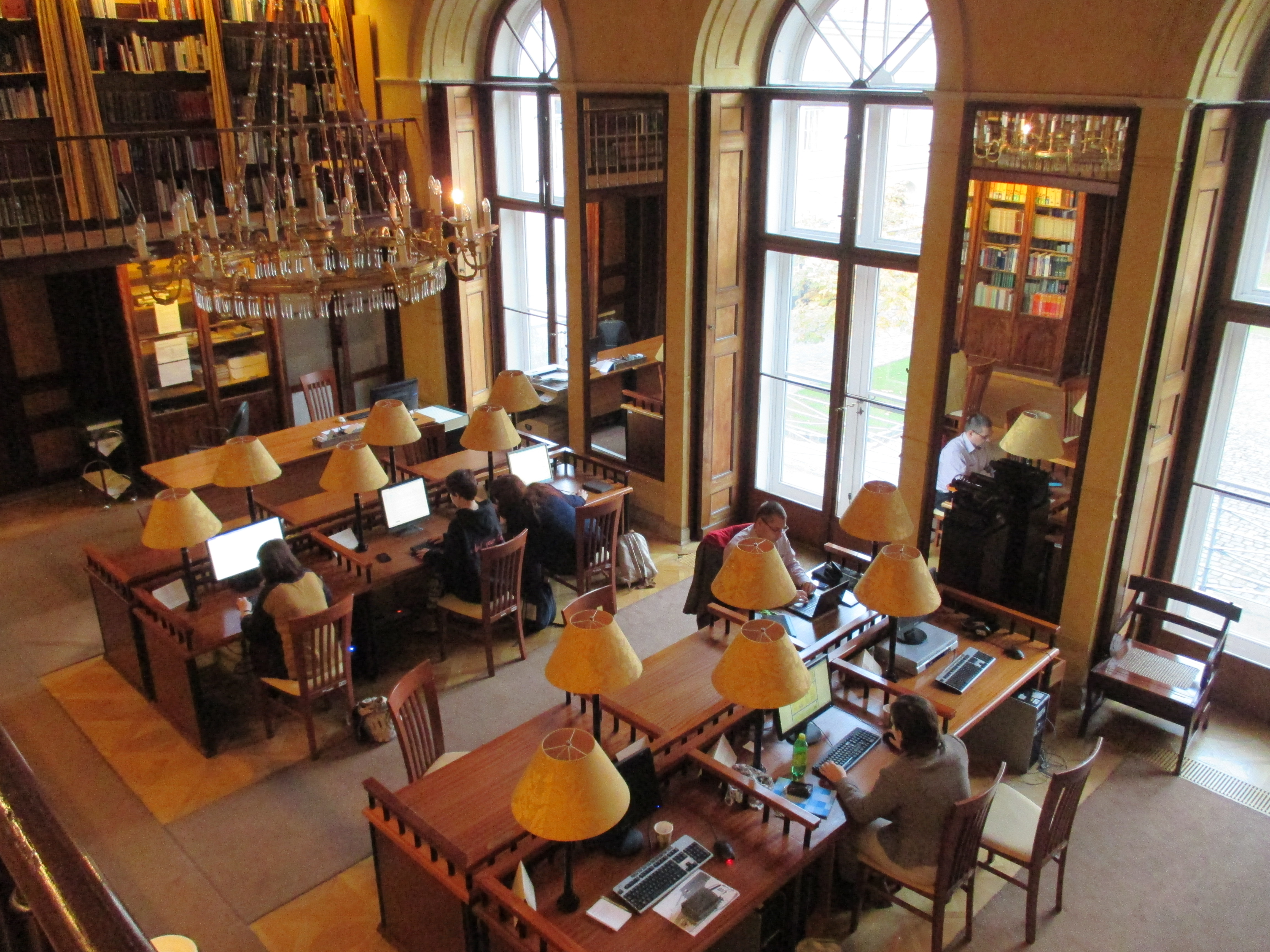
A múzeum könyvtárának belső tere

1832-ben A. P. Riegl és Hofrichter József tervei alapján építették át a palotát. Az épület történetéhez tartozik, hogy a reformkorban itt működött Bártfay László nevezetes irodalmi szalonja, amelyről naplójában is beszámol. Híres volt a palota fényes estélyeiről, ahol Liszt Ferenc is zongorázott. 1849–50-ben Jelasics, majd Haynau szállása volt. 1849. január 8-án itt tartóztatták le Batthyány Lajost, az első felelős magyar kormány miniszterelnökét.
A 19. század utolsó évtizedeiben ismét a pesti főúri világ egyik találkozóhelye volt a palota, egyik bálján még Ferenc József is megjelent. 
1918 októberében itt alakult meg a Magyar Nemzeti Tanács. A palota utolsó magántulajdonosa Károlyi Mihály volt, 1919-es emigrálása után az állam elkobozta, majd 1929-től a Főváros kezelésébe került. 1930-tól 20 éven át itt működött a Fővárosi Képtár.
A második világháború idején nagyobb károk nem érték az épületet, viszont belső berendezéseit, műkincseit széthordták-elárverezték, gazdag könyvtárának sorsa ismeretlen. A Károlyi család levéltárát a Magyar Országos Levéltárba költöztették.
A magyar irodalom múzeuma 1954-ben az 1909-ben alapított Petőfi–Jókai-ház örökébe lépett. Az első két évben kiállításainak helyszíne a Magyar Nemzeti Múzeum volt. 1955-ben saját épületet kapott, ahol 1956 nyaráig csupán néhány tárlat valósult meg, a József nádor tér 7. (Harmincad utca 2.) alatti, egykori Muráthy-Teleki-palotában. (1993 óta a Crédit Lyonnais Bank/Credit Agricole Bank budapesti székhelye, az Arany Bárány Étterem melletti saroképület.)
1957 tavaszán Budapest egyik legjelentősebb klasszicista műemlékében, a Károlyi-palotában kapott végleges helyet. A rendszerváltás idejére a palotaépület állaga jelentősen leromlott, renoválása elkerülhetetlenné vált, így a kiállítási terek néhány évre bezártak, a kutatómunka, könyvkiadás stb. azonban folytatódott. 1996–2000 között teljeskörű felújításon esett át, melyet építészeti, régészeti, művészettörténeti kutatások-feltárások előztek meg, számos belsőépítészeti, térkialakítási, színeket, textíliákat stb. érintő rekonstrukciót eredményezve.
A 2023-as Petőfi-emlékév kapcsán 2022-ben nagyarányú felújítás vette kezdetét az épületben: januárban bezártak a kiállítások, a rendezvények külső helyszíneken zajlottak, a kutatószolgálat (kézirattár, könyvtár stb.) tovább működött.
A felújított épület átadására 2023 januárjában került sor, egyidőben az új állandó Petőfi-kiállítás megnyitásával (Költő lenni vagy nem lenni).

## Szervezete, fiókintézményei
A Károlyi-palotában kapott helyet az 1990-es évekig a PIM mellett a Budapesti Történeti Múzeum régészeti osztálya, valamint a Magyar Nemzeti Múzeum textilgyűjteménye. 1998-ban Magyar Irodalom Háza lett az intézmény neve. Néhány évig Magyar Irodalmi Múzeumnak (MIM) nevezték, amelynek a Kortárs Irodalmi Központ (KIK) is része volt, így egy ideig PIM-KIK néven jegyezték. 2000-től ismét Petőfi Irodalmi Múzeumnak (PIM) nevezik. 2000–2003 között Károlyi Palota Kulturális Központ (KPKK) lett a fenntartó, amely a múzeum falai közé költözött, önálló kiállításokkal és programkínálattal, így egyszerre két intézmény is osztozott az épületen. Majd 2003-tól ismét a PIM lett az épület gazdája. Szervezeti felépítése.
Jelentős könyv-, periodika-, kézirat-, kisnyomtatvány-, fotó-, képzőművészeti, relikvia- és médiagyűjteménnyel (film, mozgókép, hangzóanyag) rendelkezik. Kutatószolgálata, könyvtára hétfőtől csütörtökig 10–16 óra között áll a kutatók rendelkezésére. 2002–2006 között Irodalmi Múzeum címmel negyedévenként hírlevele jelent meg. Fennállásának 50. évfordulóján alapított elismerése a Fáma-díj, amely évente kerül átadásra az intézmény érdekében kiemelkedő munkát végző személy számára (az érem alkotója ifj. Szlávics László).
2006-tól 2022-ig a Digitális Irodalmi Akadémiának is otthont adott, valamint szervezetéhez tartozik a Hamvas Béla Kultúrakutató Intézet (mely 2022-től  Hankiss Ágnes Intézet néven működik), és a Magyar Könyv- és Fordítástámogatási Iroda. Falai közt 2021-ig működött a Magyar PEN Club.
2020-ban a Petőfi Irodalmi Múzeum Digitális Bölcsészeti Központot hívott életre, amely 2021. december elseje óta az Országos Széchényi Könyvtár szervezeti egységeként működik.

### Filiálék
Számos filiálé (fiókintézmény) tartozik szervezete alá: 
- Ady Emlékmúzeum (1053 Budapest, Veres Pálné utca 4–6.), Ady-emléklakás, 1977 óta
- Jókai Emlékszoba (1121 Budapest, Költő utca 21.), 1968 óta
- Kassák Lajos Emlékmúzeum (1033 Budapest, Fő tér 1 – Zichy-kastély), 1976 óta
- Kazinczy Ferenc Múzeum (3980 Sátoraljaújhely, Dózsa György utca 11.), 2013 óta[9]
- A Magyar Nyelv Múzeuma (3988 Sátoraljaújhely, Kazinczy utca 275. – Széphalom), 2013 óta[10]
- Magyar Mesemúzeum és Meseműhely (1013 Budapest, Döbrentei utca 15.),[11] 2012 óta
  - Háromcsőrű Kacsa Történetalkotó Műhely (1013 Budapest, Döbrentei utca 9.),[12] 2020 óta

2017-től 2021 őszéig a Petőfi Irodalmi Múzeum részei voltak:
- Bajor Gizi Színészmúzeum (1124 Budapest, Stromfeld Aurél utca 16.)[13]
- Országos Színháztörténeti Múzeum és Intézet (1013 Budapest, Krisztina körút 57.)[14]

## Az irodalmi gyűjtemény
A legjelesebb magyar költők, írók és irodalomtörténészek hagyatékát őrzik itt, többek közt: Jókai Mór, Móricz Zsigmond, Karinthy Ferenc, Déry Tibor, Heltai Jenő, Füst Milán, Bálint György, Szerb Antal, Thurzó Gábor, Bölöni György, Tamási Áron, Szentkuthy Miklós, Határ Győző, Rónay György, Devecseri Gábor, Nemes Nagy Ágnes, Somlyó György, Rába György, Rubin Szilárd és mások. Legbecsesebb nemzeti emlékeink közt őrzik Petőfi Sándor Nemzeti dal és József Attila A Dunánál c. költeményének kéziratát, a Vizsolyi Biblia egy teljes példányát, Petőfi Sándor 1850-ben kiadott, majd bezúzott kötetének példányát. Jelentős az emigrációs gyűjteménye is.

## Állandó kiállítások
- Petőfi Sándor-kiállítás: 2023-tól Költő lenni vagy nem lenni. Kiállítás Petőfi Sándor születésének 200. évfordulójára (2011-től „Ki vagyok én? Nem mondom meg…" – Petőfi választásai;[16] 2000–2011 között „Tanuljátok meg, mi a költő…” címmel)
- Ady-oltár c. szoborkompozíció (Melocco Miklós alkotása, 1977)[17]
- Tamási Áron-emlékszoba[18]
- Landerer és Heckenast nyomda[19] eredeti nyomdagépe ("sasos sajtó")

## Vezetőség[20]

### Főigazgatók
- Jánosi Ferenc, 1955–57: PIM főig.

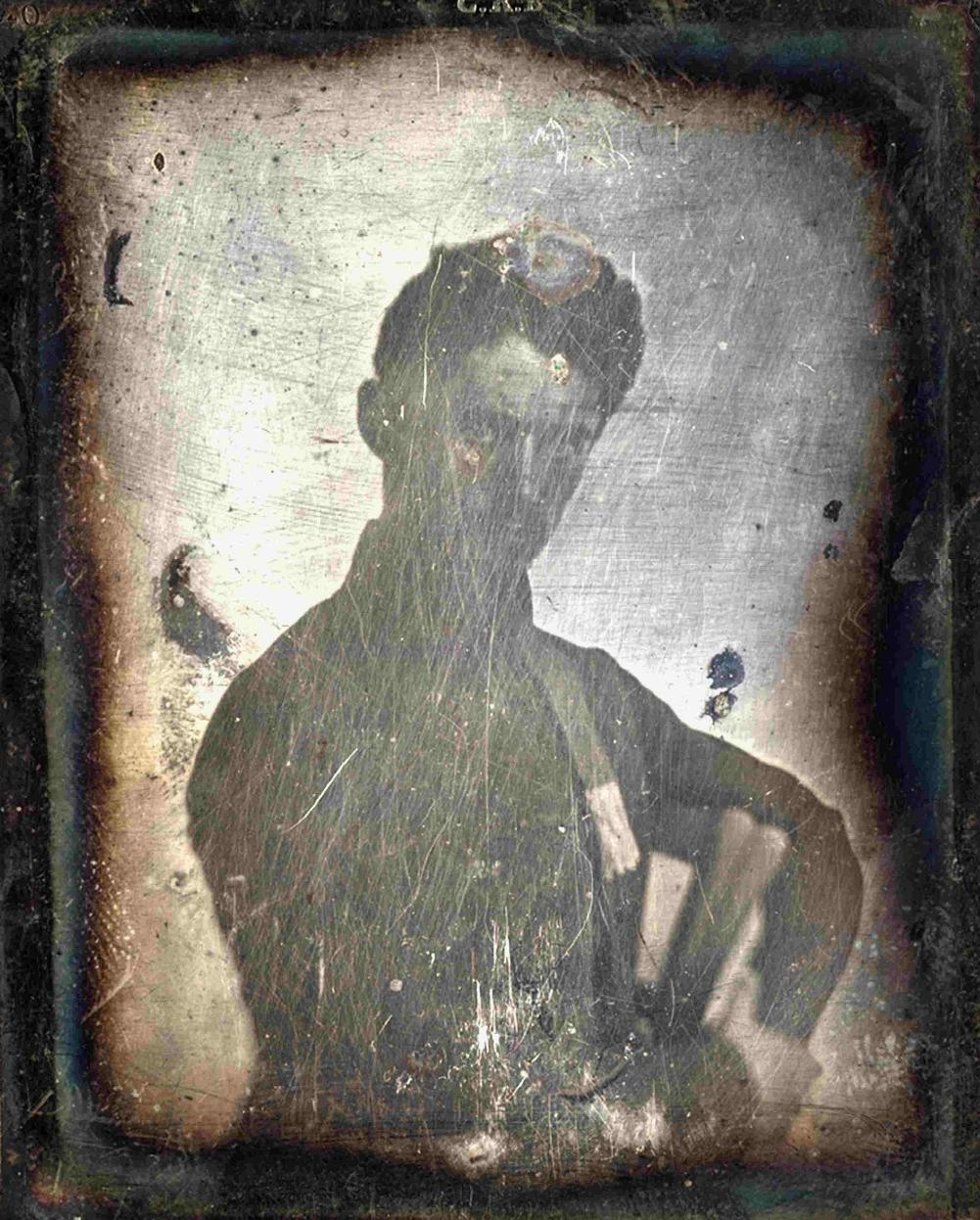
A Petőfi-dagerrotípia 1845 körül keletkezett dagerrotípia lemez feljavítás előtti állapota az 1970-es évek végén Az egyedi és kivételes relikviát műtárgyvédelmi szempontból nem állíthatják ki folyamatosan az állandó Petőfi-kiállításon, mert fénytől óvva, kondicionált körülmények között kell tartani

- Horváth Márton, 1957–60: PIM főig, 1963–66: PIM főig.
- Lakatos László, 1966–69: PIM főig.
- Illés László,[23] 1970–75: PIM főig.
- Rigó László, 1976: mb. PIM főig.
- Raffai Sarolta, 1978–81: PIM főig.
- Bíró Zoltán, 1981–83: mb. PIM főig.
- Botka Ferenc, 1982–84: mb. PIM főig., 1984–93: PIM főig.
- Praznovszky Mihály, 1993–2000: PIM/MIM/PIM-KIK főig.
- Ratzky Rita, 2000. nov. – 2005: PIM főig.
- E. Csorba Csilla, 2005–2016: PIM főig.
- Prőhle Gergely, 2017 – 2018. okt. 31.: PIM főig. (felmentve)[24]
- Demeter Szilárd filozófiai író, szerkesztő, 2018. dec. 17.– mb. PIM főig.,[25] 2019–2024 PIM főig.[26]
- Török Petra mb. PIM főig. 2024–[27]

### Főigazgató-helyettesek
- Lengyel Dénes, 1961–1975: PIM h. főig.
- Erki Edit, 1972–73: PIM h. főig.
- Rigó László, 1974–78: PIM h. főig.
- Botka Ferenc, 1978–82: PIM h. főig.
- Taxner-Tóth Ernő, 1984–92: PIM h. főig.
- Kőszeghy Péter, 1991–92: PIM h. főig.
- E. Csorba Csilla, 1996. IX. – 2005: PIM h. főig.
- Magos György, 1998–2000: PIM-KIK h. főig.
- Wernitzer Julianna, 2006–2014?: PIM h. főig.
- Cséve Anna, 2012–2016: PIM h. főig.
- Török Petra, 2016–2024: PIM h. főig. (általános főigazgató-helyettes)

## Díjai
- 2009-ben elnyerte Az Év Múzeuma-díjat (Pulszky Társaság)
- 2015-ben Prima díjjal tüntették ki